# Газпром добыча Уренгой
Общество с ограниченной ответственностью «Газпром добыча Уренгой» (до 2008 года ООО «Уренгойгазпром») — 100 % дочернее предприятие ПАО «Газпром». Осуществляет свою производственную деятельность на территории Ямало-Ненецкого автономного округа. Ведет разработку одного из крупнейших в мире Уренгойского нефтегазоконденсатного месторождения. Основные виды деятельности: добыча и подготовка к транспорту углеводородного сырья (природного газа, нефти, газового конденсата).

## Руководство
Генеральные директора: 
- Никоненко Иван Спиридонович (1978 - 1986)
- Сулейманов Рим Султанович (1986 - 2012)
- Мазанов Сергей Владимирович (2012 - 2015)
- Корякин Александр Юрьевич (с 9 октября 2015)[1]

## История
ООО «Газпром добыча Уренгой» было образовано 1 января 1978 года.
Первая установка комплексной подготовки газа (УКПГ) была введена в промышленную эксплуатацию 22 апреля 1978 года, и уже в мае того же года с УКПГ-1 отправлен в магистральный газопровод первый миллиард кубометров уренгойского газа. Процесс обустройства и освоения Большого Уренгоя шёл ударными темпами. В середине 80-х годов активно вводились в эксплуатацию установки комплексной подготовки газа. Первым на валанжинском горизонте в 1985 году стал промысел УКПГ-2В.
В 1986 году предприятие приступило к реализации проекта разработки нефтяных оторочек Уренгойского нефтегазоконденсатного месторождения. Первые тонны уренгойской нефти поступили в углеводородную артерию страны в 1987 году. За три десятилетия деятельности  уренгойские нефтяники добыли более 14,5 миллионов тонн нефти.
В 1987 году достигнут наивысший годовой уровень добычи газа — 306 млрд кубических метров природного газа.
Разработка новых площадей и залежей позволяет поддерживать плановый уровень добычи углеводородов. Так, в 2004 году начата опытно-промышленная эксплуатация сеноманской залежи Песцовой площади Уренгойского нефтегазоконденсатного месторождения, в 2006 году комплекс вышел на проектную мощность.
В 2009 году предприятие приступило к самостоятельной разработке ачимовских отложений, был введен в опытно-промышленную эксплуатацию газоконденсатный промысел (ГКП) № 22.
В 2019 году предприятие перешло в газодобыче рубеж в семь триллионов кубометров газа. Такого гигантского количества газа с одного месторождения не добывала ни одна компания в мире. Данный рекорд официально зарегистрирован «Книгой рекордов России».

## Награды
- Орден «За доблестный труд» (30 мая 2025 года) — за вклад в развитие топливно-энергетического комплекса и достигнутые трудовые успехи[2].